# Det vi sku' miste
Det vi sku' miste er det andet studiealbum fra den danske sanger Shaka Loveless. Det udkom den 3. februar 2014 på Universal Music. Albummet er produceret af Fridolin Nordsø, Shaka Loveless, og Fresh-I, sidstnævnte der også producerede sangerens selvbetitlede debutalbum. "Dengang du græd" blev udgivet som albummets første single den 23. august 2013, og blev valgt til P3s Uundgåelige. Singlen handler om at komme videre efter et brud. Den har modtaget platin for 1,8 millioner streams. Den 13. januar 2014 udkom anden single "2 mod verden", der handler om ulykkelig kærlighed. Singlen har modtaget platin for streaming. "2 mod verden" var den mest spillede sang på P3 og P4 i 2014.
Albummet handler ligesom debutalbummet om forgængelighed, og er en del af sangene handler om Shaka Loveless' brud med sin kæreste: "Samtidig handler den også om at komme videre og at acceptere, at alt er illusorisk og med tiden vil forsvinde. Det gælder både for de materielle ting, men også for de relationer vi har. Erkendelsen kan virke hård, men til gengæld er der også en frihed i at vide, at nuet forsvinder, og man derfor bliver nødt til at turde være i det. Det vi sku' miste modtog positive anmeldelser ved udgivelsen.

## Spor
| #   | Titel               | Sangskriver(e)                                                                          | Producer(e)               | Længde |
| --- | ------------------- | --------------------------------------------------------------------------------------- | ------------------------- | ------ |
| 1.  | "Som flammende bål" | Shaka Loveless, Andreas Keilgaard, Fridolin Nordsø                                      | Fresh-I, Loveless, Nordsø | 3:11   |
| 2.  | "Ville ik' gå"      | Loveless, Nordsø                                                                        | Nordsø, Loveless          | 3:53   |
| 3.  | "Dengang du græd"   | Shaka Loveless, Fridolin Nordsø, Frederik Tao, Martin Hoberg Hedegaard, Simon MacGregor | Nordsø, Loveless          | 3:41   |
| 4.  | "2 mod verden"      | Loveless, Nordsø                                                                        | Nordsø, Loveless          | 3:32   |
| 5.  | "Flugten"           | Loveless, Nordsø                                                                        | Nordsø, Loveless          | 3:37   |
| 6.  | "1 drink"           | Loveless, Nordsø                                                                        | Nordsø, Loveless          | 3:54   |
| 7.  | "Billige bobler"    | Loveless, Keilgaard, Nordsø                                                             | Fresh-I, Loveless, Nordsø | 3:44   |
| 8.  | "Kæp i øret"        | Loveless, Nordsø                                                                        | Nordsø, Loveless          | 3:26   |
| 9.  | "Konspiration"      | Loveless, Nordsø                                                                        | Nordsø, Loveless          | 3:35   |
| 10. | "Det vi sku' miste" | Loveless, Nordsø                                                                        | Nordsø, Loveless          | 4:27   |
| 11. | "På knæ"            | Loveless, Nordsø                                                                        | Nordsø, Loveless          | 3:40   |

## Hitlister
| Hitliste (2014)        | Højeste placering |
| ---------------------- | ----------------- |
| Danmark (Album Top-40) | 2                 |

| Hitliste (2014) | Placering |
| --------------- | --------- |
| Danmark         | 45        |